# Aki (equipo ciclista)
El equipo Aki, conocido anteriormente como Jolly Componibili, fue un equipo ciclista profesional italiano y después monegasco, que compitió entre el 1989 y 1997. Fue sucedido por el equipo Vini Caldirola-Longoni Sport.

## Principales triunfos
- - Trofeo Matteotti: Daniel Steiger (1991)
  - Hofbrau Cup: Dmitri Konyshev (1996)
  - Chrono des Herbiers: Serhí Hontxar (1997)

### A las grandes vueltas
- Giro de Italia
  - 9 participaciones (1989, 1990, 1991, 1992, 1993, 1994, 1995, 1996, 1997)
  - 10 victorias de etapa:
    - 1 el 1989: Stefano Giuliani
    - 2 el 1992: Endrio Leoni (2)
    - 2 el 1993: Dmitri Konyshev (2)
    - 2 el 1994: Endrio Leoni (2)
    - 2 el 1995: Giuseppe Citterio, Denis Zanette
    - 1 el 1997: Serhi Honchar

  - 0 clasificaciones finales:
  - 0 clasificaciones secundarias:

- Tour de Francia
  - 1 participación (1995)
  - 1 victorias de etapa:
    - 1 el 1990: Dmitri Konyshev

  - 0 clasificaciones finales:
  - 0 clasificaciones secundarias:

- Vuelta a España
  - 4 participaciones (1990, 1994, 1996, 1997)
  - 3 victorias de etapa:
    - 1 el 1990: Silvio Martinello
    - 1 el 1994: Endrio Leoni
    - 1 el 1996: Dmitri Konyshev

  - 0 clasificaciones finales:
  - 0 clasificaciones secundarias:

## Clasificaciones UCI
| Temporada | Clasificación por equipos | Mejor ciclista en la clasificación individual |
| --------- | ------------------------- | --------------------------------------------- |
| 1995      | 21º                       | Dmitri Konyshev (52.º)                        |
| 1996      | 21º                       | Stefano Faustini (55.º)                       |
| 1997      | 25º                       | Serhi Honchar (35º)                           |